# Беляночки
Беляночки (лат. Leptidea) — род чешуекрылых из семейства белянок и подсемейства Dismorphiinae.

## Описание
Бабочки белого и жёлтого цвета.

## Экология
Бабочки встречаются на в луговых сообществах, на лесных полянах и разреженных лесах. Гусеницы развиваются на бобовых. Зимуют на стадии куколки.

## Распространение
Палеарктика.

## Систематика
В состав рода входят:
- Leptidea sinapis (Linnaeus, 1758) — Европа, Россия, Кавказ, Сирия, Южная Сибирь и Байкал
- Leptidea reali Reissinger, 1990 — Центральная и Южная Европа
- Leptidea duponcheli (Staudinger, 1871) — Южная Европа, Малая Азия, Балканы, Иран
- Leptidea morsei Fenton, 1881 — от Центральной Европы до Сибири и Уссури, а также Корея, Северный Китай и Япония
- Leptidea amurensis Ménétriés, 1859 — Китай, Сибирь, Закавказье, Саяны, Якутия, Алтай и Япония
- Leptidea gigantea (Leech, 1890) — Китай
- Leptidea serrata Lee